# Állandó költség
Állandó vagy fix költségek alatt a mikroökonómia és a vállalatgazdaságtan egy vállalat azon költségeit érti, amelyek nem függnek a kibocsátás mértékétől. Az állandó költségek és a változó költségek összege a vállalat összköltségével egyenlő. Az állandó költségek jele lehet F, FC, vagy Kf.
A mikroökonómiai termeléselmélet modelljében az állandó költségek rövid távú jelenségek; igen hosszú távon az összes költség változó.
Egy „átlagos” kibocsátott jószágegység állandó költsége az átlagos fix költség, amit fajlagos fix költségnek is nevezhetünk. Az összes állandó költséggel szemben az átlagos fix költség már függ a kibocsátástól, méghozzá annak hiperbolikus függvénye. Jele AFC vagy kf. Kiszámítása úgy történik, hogy az összes fix költséget elosztjuk a kibocsátással: